# Carl Ludwig von Schramm
Ernst Christian Friedrich Carl Ludwig von Schramm (1808 nobilitiert; * 1740 in Drossen; † 1. April 1815 in Graudenz) war ein preußischer Generalmajor.

## Leben
Schramm ist 1758 in die preußische Artillerie eingetreten. Er nahm am Siebenjährigen Krieg, insbesondere den Schlachten bei Hochkirch, Kunersdorf, Torgau und Freiberg, sowie den Belagerungen von Schweidnitz und Kolberg teil. Bei Kunersdorf ist er in Gefangenschaft geraten, wurde aber ausgetauscht. 1760 war er Bombardier und avancierte weiter, 1761 zum Feuerwerker, 1762 zum Sekondeleutnant sowie 1777 zum Stabskapitän und Feuerwerksmeister im Feldartilleriekorps Schramm nahm auch am Bayerischen Erbfolgekrieg teil. Er wurde 1789 zum Kapitän und Kompaniechef im 3. Artillerie-Regiment befördert. Während der Ersten Koalition verdiente er sich bei der Belagerung von Mainz den Orden Pour le Mérite. Noch 1793 stieg er zum Major auf. 1797 wurde er Oberstleutnant und Chef der Garnison-Artilleriekompanie in Graudenz und der preußisch-pommerschen Festungsartillerie. Er avancierte 1803 zum Oberst und wurde 1806 Erster Kommandant von Graudenz. Von Juli bis August 1807 führte er vorübergehend in Graudenz die Gouverneursgeschäfte für Generalfeldmarschall Courbière. 1808 wurde Schramm nobilitiert und ist im selben Jahr mit 800 Talern Pension dimittiert.

## Familie
Schramm vermählte sich 1778 in Berlin mit Anna Sophie Karoline Margarethe Gleditsch (1746–1811), Tochter von Johann Gottlieb Gleditsch. Da seine Ehe kinderlos blieb adoptierte er als Witwer 1811 den Artillerieleutnant Ludwig Protzen (1777–1856). Dieser wurde 1812 mit dem Prädikat „Protzen von Schramm“ in den erblichen preußischen Adelstand gehoben, stieg auf bis zum Generalmajor und vermählte sich mit der Nichte seines Adoptivvaters, Wilhelmine Siebmann.